# Ioan Kalinderu
Ioan Lazăr Kalinderu (născut Calenderoglu, cunoscut ca Iancu Kalinderu, Ioan Kelenderu, Ioanŭ Calenderu sau  Jean Kalindéro; n. 28 sau 29 decembrie 1840, București – d. 11 decembrie 1913) a fost un jurist, silvicultor și publicist român, confident al regelui Carol I, care a slujit timp de treizeci de ani ca administrator al domeniilor coroanei și timp de trei ani ca președinte al Academiei Române. Educat în Franța, el a fost fiul unui bancher bogat și influent, Lazăr Kalenderoglu, și fratele medicului Nicolae Kalinderu. Ca și ei, a fost simpatizant al Partidului Național Liberal, cu care a debutat în politică în anii 1880.
Kalinderu a fost expert în Drept Roman, dar încercările sale în domeniu, precum și studiile sale ulterioare de istoria Romei antice, sunt în general văzute ca niște contribuții minore. Competența sa generală în calitate de interpret de lege a fost pusă la îndoială după ce s-a ocupat de Afacerea Strousberg, deși a lucrat la Curtea de Casație și la organisme internaționale de experți. Kalinderu a rămas în calitate de consilier juridic al lui Carol, ajutându-l și în negocieri directe cu naționali liberali și conservatori și a fost luat în considerare de mai multe ori pentru funcția de prim-ministru.
În calitate de administrator al domeniilor coroanei, Kalinderu și-a impus viziunea de îmbunătățire a spațiului rural, a înființat ferme model și industria căminelor, promovând alfabetizarea și artele și încurajând antreprenoriatul. El a privit aceste metode ca o alternativă de lucru la reforma agrară, apărarea drepturilor de proprietate în timpul și după răscoala țărănească din 1907. A fost lăudat pentru pasiunea și dedicarea sa, dar și criticat pentru incertitudinea rezultatului lor. Pe lângă proiectul său agrar și munca sa socială, Kalinderu a jucat un rol semnificativ în promovarea alpinismului și o silvicultură modernă, a înființat stațiunea Bușteni și a creat propriul său muzeu de artă. O figură pitorească cu obiceiuri excentrice, adesea considerată ca fiind snoabă și servilă, a devenit un caracter stereotip pentru scriitori și pentru caricaturiștii de la revista Furnica. Promisiunea lui neîmplinită de a-și dona averea publicului a sfârșit într-un scandal postum care a durat în anii interbelici.
Ioan Kalinderu a fost președinte al Academiei Române în perioada 1904-1907.

## Biografie

### Origini și viața timpurie
Ioan Kalinderu s-a născut la București la 28 sau 29 decembrie 1840. Tatăl lui a fost  Lazăr (Lazaros) Kalenderoglu (sau Calenderoglu). De origine posibil turcă, familia a funcționat ca una dintre cele mai mari instituții bancare și exportatoare din Țara Românească și apoi în Principatele Unite. Lazăr a intrat în rândurile nobilimii boierești a Țării Românești: în 1838, 1844 și 1847 a intrat în administrația locală a Bucureștiului și a obținut titlul de pitar.
Deși nativ valah și relativ asimilat, Lazăr a fost uneori considerat etnic turc, din cauza numelui său turc de familie. El s-a identificat drept greco-român și  încă din 1879 a fost ctitor al unei biserici ortodoxe grecești în București. Ioan și fratele său Nicolae au fost educați în limba greacă, înainte de a absolvi liceul din București. Ioan a studiat dreptul la Universitatea din Paris. Și-a luat diploma de licența cu un studiu asupra zestrei în dreptul roman (1860) și doctoratul cu o teză privind legile ex post facto (1864) (De la non-rétroactivité des lois, 1864), apoi s-a întors acasă pentru a ocupa un post de judecător, devenind primul președinte al Tribunalului București. Ulterior a devenit consilier al Curții de Casație.
Din 1872, Ministerul Justiției îl folosește drept consultant pentru reforma penală, alături de Vasile Boerescu, Nicolae Mandrea, Grigore Păucescu, Mihail Pherekyde și Grigore Triandafil. Boerescu s-a referit la Kalinderu ca "un om al lumii noi, cu idei foarte progresive și un excelent jurist". La acea vreme, familia sa a fost implicată în mișcarea liberal-radicală. Fratele Nicolae, un medic instruit la Paris, a devenit unul dintre fondatorii Partidului Național Liberal în 1875. Bătrânul Kalenderoglu a fost fondatorul "Creditul Rural", o uniune de credite în beneficiul țăranilor, alături de figurile liberale importante.
|                                                    |
| Lazăr Kalenderoglu, portret de Gheorghe Tattarescu |

|                                               |
| Soția lui Kalenderoglu, portret de Tattarescu |

În 1875, Ioan a intrat în PNL în opoziție cu concesiunea căii ferate Predeal englezului George Crawley; alături de liderii de partid Ion Brătianu și Dimitrie Sturdza, el a creat o firmă de investiții care a încercat să concureze cu Crawley pentru contract. Kalinderu a avansat pe scena publică în urma afacerii Strousberg, în timpul căreia România și-a cumpărat calea ferată de la investitorul prusac B. H. Strousberg care era în faliment. În februarie 1880, el și Strudza au fost trimiși la Berlin pentru a negocia plata obligațiunilor guvernamentale ale lui Strousberg cu autoritățile germane imperiale. În aprilie, domnitorul Carol I l-a numit pe Ioan în comisia principală pentru administrația căilor ferate. Ceilalți membri au fost Eugeniu Stătescu și Ștefan Fălcoianu. Kalinderu și-a menținut funcția la Berlin până în 1882, reprezentând noul Regat al României. În 1882, el a publicat un volum în limba franceză despre implicațiile juridice ale afacerii Strousberg: De la compétence des tribunaux et particulièrernent des tribunaux prussiens dans toute contestation relative aux biens mobiliers qu'un état étranger peut posséder en Prusse.
Așa cum a menționat Titu Maiorescu la vremea respectivă, Kalinderu a fost responsabil pentru plasarea guvernului său într-o poziție umilitoare și a fost surprinzător faptul că o astfel de misiune a fost încredințată unui individ atât de necalificat. Brătianu, care a preluat funcția de prim-ministru, a sosit la Berlin pentru a supraveghea personal negocierile, pentru că rusinea de partea germană pentru a închide acordul "a inspirat în el o gravă neliniște". Brătianu l-a înlocuit pe Kalinderu cu Eugeniu Carada în toate negocierile, cu excepția numelui. Cu toate acestea, autoritatea lui Kalinderu în dreptul internațional a fost recunoscută în urma angajării sale de către Curtea Permanentă de Arbitraj. Din 1888, de asemenea, el a fost membru asociat al Institutului de Drept Internațional.
Kalinderu a câștigat favoruri suplimentare de la Carol I, încoronat rege al românilor, care l-a numit consilierul său în chestiuni juridice și agricole. Pentru o vreme, a ocupat funcția de administrator al pădurilor și câmpiilor de stat. În iunie 1884, Kalinderu a fost numit primul administrator al domeniilor coroanei și demisionează din funcția sa de la compania feroviară în decembrie 1885. Deținute de stat și gestionate de Casa de Hohenzollern (prin Kalinderu), domeniile au inclus inițial douăsprezece moșii și doi munți din Carpații Meridionali: Clăbucetul Taurului și Caraiman.  În primii ani ai noii sale misiuni, Kalinderu a încercat să urmeze în pralel o carieră politică. A candidat pentru Consiliul București în 1886, al doilea pe lista Partidului Național Liberal.. El s-a retras citând "multe alte angajamente". În timpul alegerilor din 1888, "I. Calenderoglu" a candidat la Olt ca independent, dar a pierdut, colectând 55 din 165 de voturi. În cele din urmă el a preluat achiziționarea căilor ferate Strousberg, negociind un împrumut de 175 milioane de lei în 1889. În 1891, în urma demisiei guvernului conservator sub Gheorghe Manu, Carol l-a propus pe Kalinderu ca prim-ministru al unui cabinet independent. Această manevră a fost respinsă de Opozanți naționali liberali - refuzul a fost inițiat de un Brătianu muribund.

### Președinte al Academiei Române
În 1888, Kalinderu a fost ales membru corespondent al Academiei Române. A fost făcut titular în martie 1893, a devenit președinte al secțiunii istorice în 1895-1897, și din nou în 1907-1910. De asemenea, a fost președinte al Academiei în perioada 1904-1907. Administratorul proprietății Ioan Oteteleșanu, după ce a câștigat procesul împotriva rudelor sale în 1889, el a donat cea mai mare parte Academiei. În timpul mandatului său, Kalinderu l-a marginalizat pe Ioan Slavici, care îi criticase conducerea, și a încercat, dar nu a reușit, să facă același lucru cu istoricul Radu Rosetti. El a fost, de asemenea, confruntat cu critici din partea lui Duiliu Zamfirescu, care, în 1904, a susținut că Academia s-a transformat într-un "azil pentru cei cu deficiențe intelectuale".

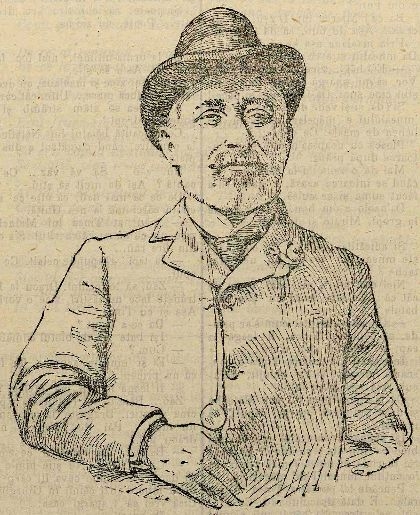
Ioan Kalinderu

Între timp, el a continuat să lucreze ca trimis al regelui. Până în 1899, cu România lovită de o criză economică majoră, Kalinderu și Manu au fost trimiși în străinătate pentru a negocia împrumuturile - așa cum notează Ornea, a fost o aventură "diletantă".  Kalinderu a raportat, de asemenea, fostului său coleg din Berlin, Sturdza, pe atunci prim-ministrul național liberal, că regele Carol l-a respins, apoi a negociat o reunificare a conservatorilor și a dezertorilor junimiști, determinată de dorința regelui de a avea un partid guvernamental stabil. El a refuzat să-l înlocuiască pe Sturdza, favorizându-l pe Theodor Rosetti sau pe Ioan Lahovary pentru această poziție.
Kalinderu a fost deosebit de preocupat de construirea și refacerea clădirilor religioase ortodoxe de pe domeniul regelui, implicându-se personal în restaurarea și refacerea bisericii din Bălteni-Periș. El a supravegheat fermele experimentale, a scris un manual pentru slujbașii coroanei, și a ordonat întemeierea societăților culturale, prima apărând pe un domeniu în 1897. A publicat "revista enciclopedică populară" Albina, care a apărut între octombrie 1897 și 1916. Kalinderu a fost redactorul șef și coeditori: George Coșbuc, Petre Dulfu și Petre Vasiliu-Năsturel. Munca sa în domeniul alfabetizării publice l-a determinat să înființeze Asociația Steaua. Împreună cu Constantin Banu și Spiru Haret, iar mai târziu cu Barbu Știrbey și Alexandru Lapedatu, a avut ca scop promovarea "publicațiilor morale, patriotice și utile" și prevenirea "prin toate măsurile legale a scrierilor și publicațiilor imorale".
Kalinderu a fost, de asemenea, editorul buletinului de știri al Ministerului Culturii, Buletinul Comisiunii Monumentelor Istorice, și al revistei forestiere,  Revista Pădurilor, în calitate de președinte al Comisiei Monumentelor Istorice, al Progresului în Societatea Silvică și al Societății Geografice Regale. De asemenea, i s-a oferit președinția Ateneului Român, dar a refuzat cu regret, argumentând că era prins în munca sa agricolă. În schimb, el a promis să doneze o "sumă frumușică" de bani Ateneului la moartea sa. În 1906, în urma demisiei primului ministru Sturdza, Kalinderu a fost din nou în cărți ca premier.
Descris de Zigu Ornea ca un "pseudo-istoric", Kalinderu a scris studii "ridicole" despre coafuri romane, care i-au amuzat pe contemporani. Ele au fost publicate în 1900-1901 sub Portul barbeĭ și pĕruluĭ la Romanĭ și Portul perucilor și bărbieriĭ la Romanĭ. Alte publicații ale lui Kalinderu au fost caracterizate de Maiorescu drept "compilații fără valoare". Acestea includ monografii despre praetorium ius (1885), legea municipală romană și Senatul Bizantin (ambele în 1887), despre legea cele douăsprezece table (1888), despre vacanțele romane (1895), despre Augustus și suita lui literară (1897-1898), despre Războiul Civil al lui Caesar (1902), despre îmbrăcămintea din Roma antică (1903-1904) și despre viața socială din timpul lui Pliniu cel Bătrân (1904). De asemenea, a publicat un omagiu pentru Ștefan cel Mare, domnul Moldovei, studii de succesiune pe tronul românesc și o biografie aprobată de Academie a lui Melhisedec Ștefănescu. Într-o broșură polemică, Une poignée de vérités à nos prétendants, Kalinderu și Alexandru Candiano-Popescu, sub pseudonimului comun Un Paysan du Danube ("Un țăran de la Dunăre"), și-au apărat munca alături de rege.

### Reforma agrară
Kalinderu și-a datorat în mare măsură ascensiunea în poziții proeminente prin munca sa la domeniile coroanei și influența sa asupra regelui Carol I.  Cu toate acestea, activitatea sa în îmbunătățirea agriculturii și a activităților sociale i-au adus respect. Începând cu anul 1898, Angelo de Gubernatis a făcut referire la "munca sa puternică și pozitivă" numindu-l pe Kalinderu "unul dintre cele mai nobile figuri din România de astăzi" Un alt vizitator, André Bellessort, a glumit că mereu tânărul "Mr. Kalindero" seamănă cu "un zeu rustic", un patron al fermierilor cu "ochi de azot". Contribuțiile lui Kalinderu la știința agricolă și activismul său, acoperite într-o monografie din 1903 de către agrarianistul Vasile Kogălniceanu, au fost lăudate de sociologi; Dimitrie Drăghicescu le-a văzut marcate de un "spirit antreprenorial, neîncetat în activitatea sa"; Nicolae Mihăescu-Nigrim îl numește pe Kalinderu "unul dintre cei mai eminenți economiști ai țării" și un "administrator neobosit". După cum notează chimistul Amuliu Proca, Kalinderu a transformat domeniile într-o "instituție pentru înfrângerea sărăciei, un factor în educarea și îmbunătățirea culturală a satelor". Ea "a dat un exemplu de ceea ce poate fi realizat, într-un timp scurt, de către o țară care a făcut pași importanți în dezvoltarea ei".

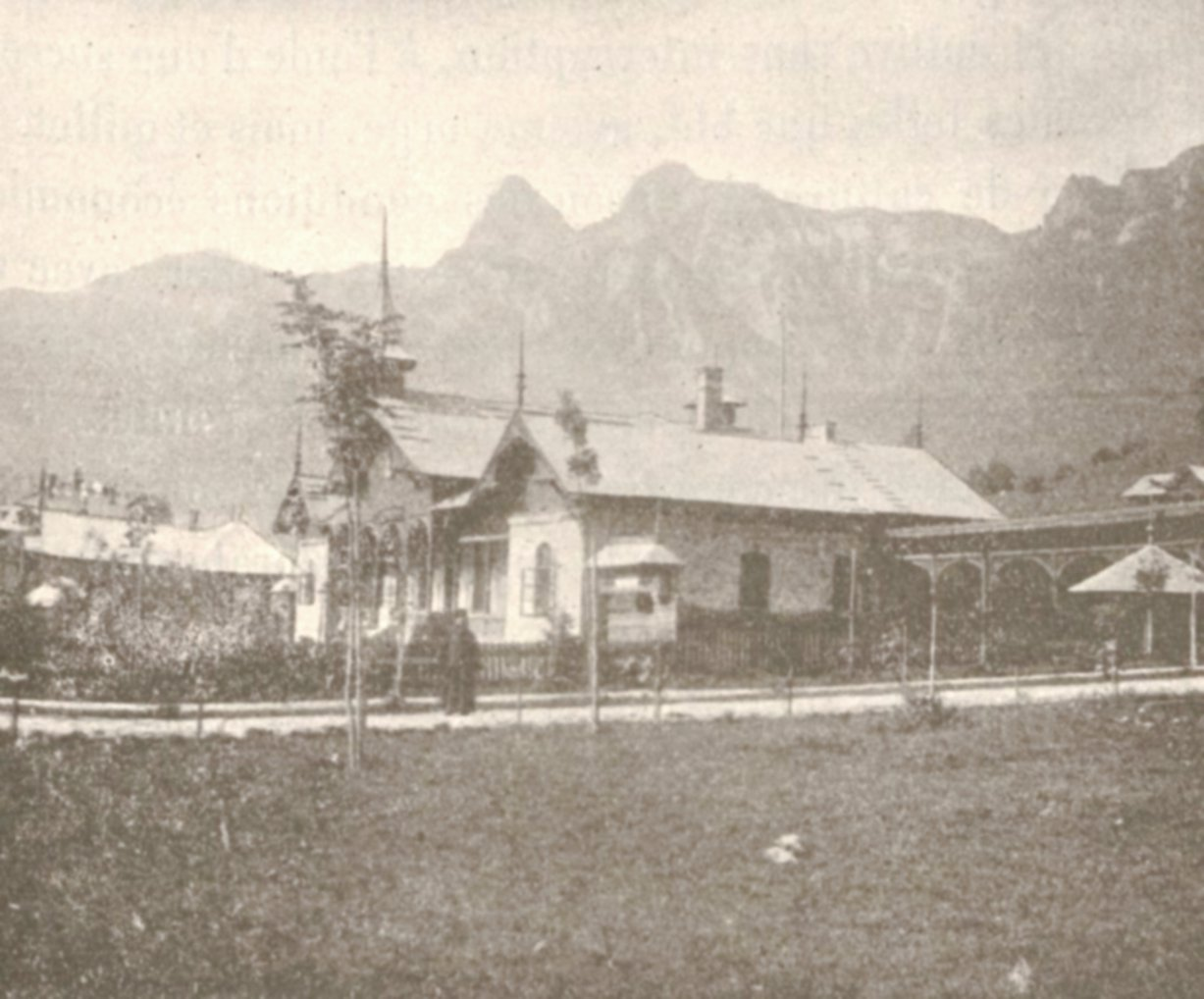
"Școală model" la Bușteni, pe domeniile regale

După cum a rezumat presa oficială a timpului său, el "și-a depus toate eforturile în direcționarea țăranilor către industria căminelor", a creat "cursuri de economie la domiciliu și cursuri de educație pentru adulți" și "este primul care vorbește" la conferințe educaționale. A înființat o fabrică de produse lactate, precum și magazine pentru țesători, tâmplari și cioplitori și a prezentat produsele lor la Târgul Mondial din 1900. A reintrodus reîmpădurirea și agricultura forestieră, unde practicile rele au afectat mediul. Kalinderu a susținut ideea că țăranul român era nefericit că era analfabet și că "tot ce este necesar este un set de împrejurări favorabile pentru ca el să-și arate talentele". O parte semnificativă din timpul său a fost consumată pentru a-i învăța pe țărani să-și diversifice hrana, inclusiv oferind mâinii de lucru angajate rații zilnice de legume, carne și lapte. Acest lucru a contribuit la prevenirea izbucnirilor de pelagra.
În anul 1901, agronomul Constantin Sandu-Aldea a recunoscut că există o diferență clară între "masa cultivatorilor care se află în spatele progresului" și cei care trăiesc și lucrează pe terenurile coroanei. După cum a subliniat, Kalinderu "inteligent și energic" a gestionat proprietățile și țăranii de pe ele susținut pe "toate datele științifice din agricultura modernă". Modelând eforturilor sale pe colonizarea austriecă a Bosniei, Kalinderu a finanțat proiecte de cercetare pentru angajații săi, trimițând mulți dintre ei să studieze în Austro-Ungaria. Pe domeniile coroanei, managementul a fost împărțit între rețele de ingineri forestieri, ingineri agricoli și contabili, care au decis orele de lucru și au îndeplinit cerințele bugetare; lucrătorii au primit asigurări sociale, inclusiv asigurări de invaliditate. În vederea promovării unui cod moral strict, din contracte erau excluși bețivii și cuplurile necăsătorite. Cu toate acestea, încercările sale de a înlătura alcoolismul și de a promova igiena personală au avut rezultate mixte, potrivit scriitorului Mihail Sadoveanu, care observa cu sarcasm că "în aceste zile, tavernele au fost înlocuite de băi și biblioteci". Un proiect de construire a unor teatre rurale în 1901 a fost luat în derâdere și parodiat de Ion Luca Caragiale în Moftul Român. Se spune că ordinul său de a construi biblioteci pe domenii a fost sabotat în mod activ de către curatorii locali, care nu le-ar fi permis țăranilor să le consulte sau chiar să pătrundă în clădiri.
Kalinderu a preluat locul tatălui său la Creditul Rural, care a finanțat industria căminelor și, în 1906, a fost prezidat de Sturdza. Instituția a fost zguduită de scandaluri între managerii conservatori și naționaliștii liberali - când Sturdza a demisionat în martie 1906, Kalinderu l-a înlocuit. Credința sa în ajutorul de sine și apărarea drepturilor sale de proprietate asupra unei alte reforme funciare au fost evidențiate după Răscoala Țărănească din 1907, în timpul căreia propria lui proprietate de la Schitu-Greci a fost jefuită. În cadrul Societății Silvice, el a condamnat convingerea țăranilor că "statul are datoria de a le oferi pământ" și a insistat că principala cauză a revoltei a fost eșecul lor de a accepta modernitatea și practicitatea. După cum a remarcat la acea dată, "pe domeniile coroanei, [...] țăranii nu s-au răzvrătit niciodată, ci, dimpotrivă, au apărat proprietatea împotriva invadatorilor".
În medierea dintre conservatori și rege, Kalinderu a obținut garanții împotriva reformei, deși el și coroana au susținut "o uniune de credit sub controlul statului, care să permită țăranilor să acumuleze mai mult pământ". A demisionat din funcția de conducere la Creditul Rural, în urma unui acord cu Dinu Brătianu, care l-a înlocuit. În perioada 1908-1911, echipa sa de la Albina a publicat și un "buletin social" săptămânal, oferind preoților și profesorilor din mediul rural îndrumări în domeniul muncii sociale.

### Colecționar de artă și curtean
Alte idei ambițioase ale lui Kalinderu s-au manifestat haotic, inclusiv un proiect pentru o școală internat pentru fete la Turnu Măgurele, "Institutul Oteteleșanu", pe care l-a lansat fără acordul Academiei.  A fost, de asemenea, implicat în dezvoltarea stațiunii montane Bușteni, unde a construit o moară de hârtie și un liceu care astăzi îi poartă numele. A promovat schiul ca sport, iar o pârtie este numită în onoarea sa.  Proprietatea sa a crescut până în 1907, adăugând 401 hectare la Seaca - închiriate fraților Predescu - și alte terenuri din Tecuci-Kalinderu.
Din iulie 1906, celălalt proiect al său a fost colecționarea artei, cu scopul de a înființa un muzeu în vila sa de pe strada Vasile Sion, în apropierea Grădinilor Cișmigiu. Casa însăși, proiectată de Ion D. Berindey, costa 2 milioane de lei aur și era mobilată cu generozitate. Colecția a inclus ceramică greacă veche și lucrări de desen de Donatello, Andrea del Verrocchio, Giovanni Paolo Panini, Théodore Géricault, Léon Bonnat, Auguste Raffet și colecția completă de gravuri a lui Piranesi. Acestea erau îmbinate cu o sală românească, cu pânze de Nicolae Grigorescu, Ștefan Luchian, Ion Andreescu, Camil Ressu și alții.
Lumea artei era sceptică față de gusturile lui: Tudor Arghezi și Alexandru Lapedatu au remarcat că Ioan Kalinderu a adunat obiectele de artă fără prea mult discernământ; mai târziu, istoricul de artă Petre Oprea a concluzionat că Ioan Kalinderu a fost condus de "ticăloșie și o sete de faimă". Similar, criticul  George Oprescu  sugerează că gustul lui Ioan în artă a fost eclipsat de fratele său Nicolae, care a selectat "tot ce era mai bun" în colecția Kalinderu. Potrivit colegului colecționar Krikor Zambaccian: "spilcuit, distant și implacabil, Smyrniote a fost trufaș și nu a tolerat concurența". Zambaccian și-a găsit rivalul în general "inofensiv", deși a observat un incident în care un Kalinderu furios "a decapitat" o lucrare de sculptură.
Alte excentricități ale lui Kalideru au atras atenția către el. Considerat de contemporani și de istoricii recenți ca excesiv de orgolios și deci susceptibil, a fost decorat cu panglici de numeroase țări europene, deține Marea Cruce al Ordinului Steaua României, Legiunea de Onoare ca Marele Ofițer, și, din 1903, Marele Cordon al Ordinului lui Osmanieh.  Într-una dintre acuzațiile sale, Arghezi a susținut că Ioan Kalinderu, "Omul cu ochi violeți", era în întregime străin față de națiunea pe care pretindea că o salvează, o "floare purulentă pe înălțimile vieții noastre naționale". Lapedatu a comentat "Mustața neagră ca a lui Napoleon al III-lea" și îmbrăcămintea lui "în stil englezesc, cu pantaloni largi, sacou gri, o floare enormă la rever și o pălărie înaltă gri". Constantin Argetoianu a observat că, deși Kalinderu nu era foarte înclinat către sport sau călărie, el ar fi ieșit în fiecare dimineață pe un ponei pe care abia îl putea călări. Deși această activitate l-a plictisit, nu ar fi renunțat la nimic pentru că a citit că este un obicei al lorzilor la Londra. Mai tarziu, el a devenit un velocipedist înflăcărat si a fost singura persoana cu permisiunea specială de a conduce un velociped în Cișmigiu.
Văzut de Radu R. Rosetti, Kalinderu apare "cu un stil sentențios, ridicol, dar foarte apreciat de rege". Se spune că a lucrat gratuit la domeniile coroanei, refuzând salariul: "Singurele recompense pe care le dorește sunt binecuvântările țărănești și biliardul său cu Majestatea Sa". Aprecierea regelui era strict contextuală, fapt observat de politicianul Ion G. Duca: deși Kalideru "întreținea iluzia" că era prieten apropiat cu Carol, acesta "s-a asigurat să o risipească"; curteanul putea fi "servantul și instrumentul util al regelui, dar niciodată prietenul lui". Se spune că regele Carol i-a ordonat lui Kalinderu să-i prevină pe Printul Ferdinand și pe Prințesa Maria pentru cheltuielile lor generoase.  Viitoarea regină Maria a fost mai mult amuzată de Kalinderu, descriindu-l ca fiind "mic, rotunjor, cu o barbă tunsă scurt și cu un nas de proporții pronunțate semitice; avea în unul din ochi o sclipire vicelană care arăta o deșteptăciune din cale afară de ageră. Ea și-a amintit o vizită cu el la Castelul Windsor, unde "era cu adevărat nostim să vezi pe măruntul gentilom foarte mulțumit de sine, prinzând toate cu privirea, cântărind, judecând, luând măsura oamenilor și a lucrurilor, cu acel ochi mic, pătrunzător, aproape viclean".  Chiar și atunci când a fost prezentat Reginei Victoria, ochiul lui "rătăcea prin toate părțile, temându-se, parcă, să nu-i scape ceva". Când i s-au arătat comorile de la Windsor, le-a observat "cu aerul de superioritate al unui cunoscător, al unui om care se pricepe la colecțiile de preț".

### Anii finali, decesul și moștenirea
Așa cum remarcă regina, "înfățișarea încrezută și mulțumită de sine" a lui Kalinderu a devenit "o ispită neobosită pentru caricaturiști". În timpul celor nouă ani în care activitatea lor s-a suprapus, revista Furnica l-a transformat într-un bufon total prin proză, poezie și desen animate. Furnica lui George Ranetti a difuzat, de asemenea, acuzații grave împotriva lui Kalinderu, acuzându-l că a accidentat un copil cu mașina lui și sugerând că și-a folosit conexiunile pentru a evita urmărirea penală. În timpul revoltei țărănești, Furnica a publicat un desen animat care îl înfășișa pe Kalinderu ca personificare a lui Cajolery, intercalându-se între Carol și Adevăr (personificat de un fermier); Se spune că Kalinderu însuși era în general conștient de batjocură, dar pretindea a fi "inviolabil", și chiar l-a incitat pe Ranetti călărindu-și calul până la birou. Cu toate acestea, și-a pierdut calmul cu pictorul Ion Theodorescu-Sion, care a contribuit cu un set de desene animate la campanie. Potrivit revistei, acest incident a arătat limitările sale ca patron al artei.
|                                                                                                 |
| Carol I și Kalinderu - caricatură politică cu titlul "Zarzavat regal"; de Witold Rola-Piekarski |

|                                                                                |
| Kalinderu călărețul ținând sub braț câteva tablouri, de Nicolae Petrescu-Găină |

|                                             |
| Kalinderu velocipedistul, de Petrescu-Găină |

|                                                                                        |
| Kalinderu înfățișat drept colecționar de artă, cu Maica Smara; de Ion Theodorescu-Sion |

Printre ultimele contribuții ale lui Kalinderu în calitate de filantrop a fost implicarea sa în Crucea Roșie Română. Din octombrie 1912, el a făcut parte din Consiliul General al Crucii Roșii Române, alături de Sturdza, Gheorghe Grigore Cantacuzino, Grigore C. Crăiniceanu, Nicolae Filipescu și Alexandru Obregia. Cea mai mare parte a anului 1913 a petrecut-o în conflict cu guvernul conservator, condus de vechiul rival Maiorescu. Împotriva lui Maiorescu, Kalinderu a încercat să-l convingă pe Carol I să nu reînnoiască pactul care leaga România de Tripla Alianță. Argumentând că a constituit un sprijin pentru o hegemonie germană, el a reușit să amâne ratificarea. Unul dintre gesturile sale finale a fost intervenția în favoarea unui cărturar protegé, Orest Tafrali, pentru care a obținut un scaun la Universitatea din Iași.
Kalinderu a murit în decembrie 1913, și a fost înmormântat la Cimitirul Bellu, lângă tatăl și fratele său. La funeralii au vorbit Constantin C. Arion, Constantin Istrati, Basile M. Missir și Sabba Ștefănescu. Kalinderu intenționa să-și dezmoștenească rudele și numele său să fie lăudat după ce dădea donații generoase instituțiilor regale și academice ale culturii; totuși, niciuna dintre voințe nu a fost scrisă în formă legală, astfel încât marea avere a lui Kalinderu a ajuns în mare parte la rudele sale. Misterul și scandalul din jurul ultimei dorințe a lui Kalinderu au inspirat o nuvelă lui Nicolae M. Condiescu. Aceasta ficționează o teorie, conform căreia Kalinderu ("Conu Enake" în nuvelă) scrie în testament că-și donează averea Academiei, apoi îl distruge dintr-un capriciu.
Din 1914, slujba lui Kalideru la domeniile coroanei a fost preluată de Barbu Știrbey. Un muzeu care poartă numele fraților Ioan și Nicolae, și care conține colecțiile lor de artă, a fost deschis în același an. Primul muzeu de artă privat din țară,, a suferit daune în timpul Primului Război Mondial: secția de artă românească a fost evacuată în timpul Bătăliei pentru București, apoi confiscată de Rusia bolșevică. Redeschis în perioada interbelică cu restul colecției sale,  muzeul l-a avut ca ultim director pe Jean Alexandru Steriadi. În cele din urmă a fost închis în 1946, cu puțin timp înainte de inaugurarea regimului comunist român. În urma Revoluției din 1989, munca și moștenirea lui Kalinderu au fost revăzute: în 2005 a fost dezbătut un proiect de restabilire a Muzeului Kalinderu. În ianuarie 2014, centenarul morții lui Kalinderu a fost marcat solemn de Asociația Generală a Inginerilor din România, care a discutat despre deschiderea unui muzeu al domeniilor coroanei în Segarcea.